# Clarence Perry
Clarence Arthur Perry, född 1872 i New York, död 6 september 1944, var en amerikansk stadsplanerare, sociolog, författare och pedagog. Perry var upphovsman bakom Neighbourhood planning (grannskapsplanering), ett bostadssamhällesystem som introducerades i en regionalplan för New York och dess omgivningar 1929 och som kom att påverka stadsplaneringen i amerikanska städer.

## Biografi
Perry började sin utbildning som student vid Stanford University och avslutade med examen vid Cornell University 1899. Han var gift med Julia St. John Wygant 1901 med vilka han hade en dotter. 1904 fortsatte han vid Teachers College vid Columbia University. Från 1904 till 1905 var han rektor vid Ponce High School i Puerto Rico och blev sedan tjänsteman vid USA:s immigrationskommission 1908–1909. Sommaren 1912 var han föreläsare vid New York University. Under första världskriget tjänstgjorde han utomlands som major.
Som anställd vid New York Regional Plan and City Recreation Committee, formulerade Perry sina tidiga idéer om grannskapsenheten och samhällslivet. 1909 blev han anställd vid Russell Sage Foundation och blev chef där fram till 1937. Stadsplanen med dess öppna ytor skulle uppmuntra till dialog och genom detta skulle demokratiska processer växa fram, menade man.
Han författade flera böcker, många broschyrer och artiklar men är främst ihågkommen för The Neighborhood Unit (1929) och Housing for the Machine Age (1939).
Hans idéer om grannskapsplanering påverkade även svensk stadsplanering under och efter andra världskriget, bland annat Generalplan för Stockholm 1952 och vid planeringen av exempelvis Årsta med Årsta centrum (Stockholm), Augustenborg (Malmö), Rosta (Örebro), Bandhagen (Stockholm) och Gröndal (Stockholm).